# Paul Philidor

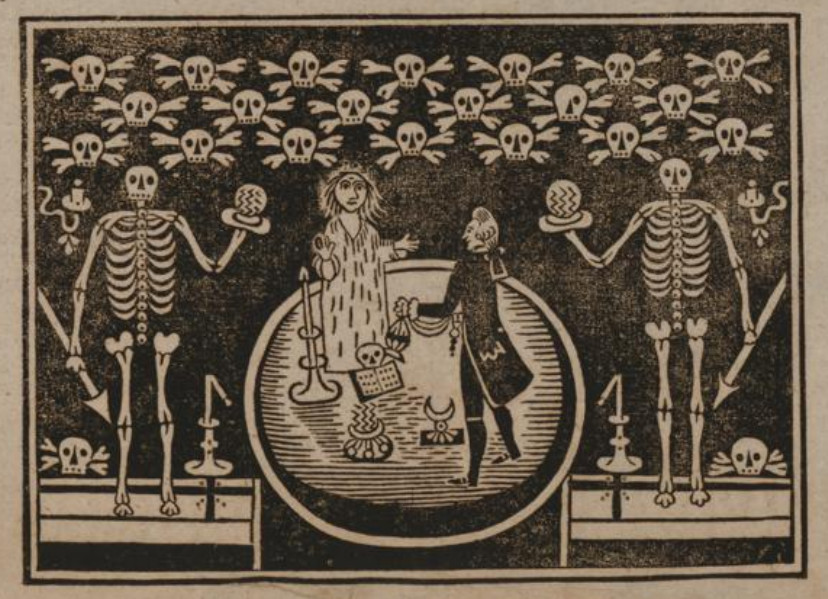
Portrait d'une performance de Phylidor (extrait d'un dépliant de 1791).

Paul Philidor (ou Phylidor, Phylidoor, Philidor ou encore Filidort), possiblement la même personne que Paul de Philipsthal (17?? - 7 mars 1829), est un magicien et pionnier des fantasmagories.

## Biographie
Les origines de Philidor sont incertaines, tout comme son nom à la naissance. Des auteurs pensent qu'il a emprunté son nom de François-André Danican Philidor, fameux compositeur et joueur d'échecs français, et même qu'il est son neveu (il serait donc membre de la dynastie des Philidor).
Philidor est supposément natif du duché du Brabant (aujourd'hui en partie en Belgique et aux Pays-Bas. Il aurait pu naître également dans les alentours du comté de Flandre). Selon des témoins, il parlait français lorsqu'il se trouvait à Berlin. À Paris en 1792, les gens croyaient qu'il était allemand.